# 황국중앙총상회
황국중앙총상회(皇國中央總商會)란, 1898년 한성부의 시전상인들이 외국 상인의 침투에 대항하고 민족적 권익을 수호하며 자신들의 이익을 유지하기 위해 조직한 단체를 말한다. 황국중앙총상회는 외국인의 불법적인 내륙 상업활동을 엄단할 것을 요구하였고, 상권수호운동을 목표로 하였다. 독립협회와 연대하여 철시운동을 진행했다. 전국적 유통망을 갖고 있는 보부상들이 조직한 황국협회와 구별되는 단체이다.

## 개설
강화도 조약과 조청상민 수륙무역장정 이후 일본과 청의 상인들이 국내에서 활동을 시작하자 시전 상인들이 막대한 피해를 입게 되었다. 이에 따라 종로의 시전상인들은 자신의 상권을 수호하기 위해 황국중앙총상회를 조직한다. 이후 청과 일본 상인들의 퇴거를 요구하며 철시투쟁
을 벌여 상품의 유통이 마비되는 등의 큰 혼란이 일기도 했다. 이들은 주로 독립협회와 연대하여 상권수호운동과 더불어 자유, 민권수호운동 등을 전개했다. 